# زي ستوديوز
زي ستوديوز (بالإنجليزية: Zee Studios) هي شركة ترفيه هندية متخصصة في الأفلام والبث المباشر والتلفزيون وتطوير المحتوى والإنتاج. كما أنها متخصصة في تسويق وتوزيع الأفلام.  يقع مقرها في مومباي بالهند ، وتم تأسيسها في عام 2012 كمحرك محتوى لشركة زي للمشاريع الترفيهية . 

## روابط خارجية
- الموقع الإلكتروني لشركة ZEE Entertainment – استثنائيون معًا نسخة محفوظة 28 سبتمبر 2020 على موقع واي باك مشين.